# Bahamas-Sägehai
Der Bahamas-Sägehai (Pristiophorus schroederi) ist ein Hai aus der Familie der Sägehaie (Pristiophoridae). Wie seine Verwandten zeichnet sich der Hai durch eine lange sägeartige Schnauze aus, die bei dieser Art bis zu 32 Prozent der Körperlänge ausmacht. Er ist anhand weniger Exemplare aus nur wenigen Tiefseegebieten in der Karibik zwischen Florida, Kuba und den Bahamas bekannt.

## Merkmale
Der Bahamas-Sägehai erreicht eine Maximallänge von etwa 80 cm. Der Körper ist lang zylindrisch und schlank gebaut. Der Kopf ist abgeflacht und besitzt eine stark verlängerte und abgeflachte Schnauze mit einem für die Sägehaie typischen sägeartigen Rostrum, das bei dieser Art zwischen 30 und 32 Prozent der Körperlänge ausmacht. Das Rostrum besitzt ein ausgeprägtes Paar Barteln vor den Nasenlöchern sowie am Seitenrand der „Säge“ 23 ausgeprägte Seitenzähne. Die Barteln liegen bei dieser Art etwa in der Mitte zwischen Maul und Sägespitze; vor den Barteln stehen 13 und dahinter 10 Zähne. Jungtiere haben zusätzlich einen kleinen Zahn zwischen den größeren Sägezähnen.
Die Oberseite seines Körpers ist einfarbig hellgrau, die Unterseite ist weiß. Auf dem Rostrum befinden sich dunklere graue Streifen auf der Mittellinie und an den Rändern, außerdem sind die Ränder der Brustflossen heller gefärbt. Bei den Junghaien weisen zudem die Ränder der Rückenflossen dunkle Ränder auf.
Die Augen sitzen seitlich am Kopf, dahinter schließen sich die großen Sauglöcher an. Wie andere Arten der Gattung besitzt der Sägehai fünf Kiemenspalten. Wie alle Sägehaie besitzt er zwei Rückenflossen ohne Dorn und keine Analflosse. Der Schwanzstiel besitzt deutliche Kiele, der Schwanz besteht nur aus einem großen oberen Lobus, während der untere Lobus allen Sägehaien fehlt.

## Lebensweise
Der Bahamas-Sägehai ist eine Bodenhaiart, die in Wassertiefen zwischen 440 und mindestens 950 Meter vorkommt. Über seine Lebensweise liegen kaum Daten vor, wahrscheinlich ernährt er sich räuberisch von verschiedenen Fischen und anderen Bodenorganismen. Die Haie sind lebendgebärend und bilden keine Plazenta aus (aplazental vivipar).

## Verbreitung

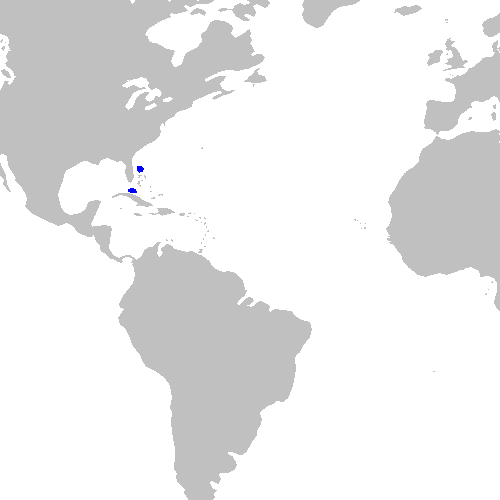
Verbreitungsgebiete des Bahamas-Sägehais

Der Bahamas-Sägehai lebt im westlichen Atlantik im Tiefseebereich der Karibik zwischen Florida, Kuba und den Bahamas, dabei sind nur wenige abgegrenzte Verbreitungsgebiete bekannt. Sein Lebensraum befindet sich im Bereich des Kontinentalhangs in Meeresbodennähe in Wassertiefen von 440 bis 950 Metern.

## Gefährdung
In der Roten Liste der IUCN wird der Bahamas-Sägehai mit dem Hinweis „data deficient“ nicht eingestuft, aufgrund des sehr begrenzten Verbreitungsgebiets ist eine zukünftige Einschätzung als „near threatened“ möglich.